# Długobórz
Długobórz – wieś w Polsce położonej w województwie podlaskim, w powiecie zambrowskim, w gminie Zambrów.
Nazwę wsi Długobórz utworzono 1 stycznia 2018 roku w miejsce zniesionych jednocześnie nazw Długobórz Drugi oraz Długobórz Pierwszy.
W latach 1975–1998 miejscowość administracyjnie należała do województwa łomżyńskiego.